# 오페라 작품 목록
아래는 오페라 작품 목록으로, 한국어 위키백과에 있는 모든 오페라 작품들을 가나다 순으로 분류한 것이다.

### ㄱ
- 가면 무도회, 베르디
- 그림자 없는 여인, 슈트라우스

### ㄴ
- 나사의 회전, 브리튼
- 나부코, 베르디
- 나비 부인, 푸치니
- 낙소스의 아리아드네, 슈트라우스
- 노르마, 벨리니
- 노처녀와 도둑, 메노티
- 뉘른베르크의 명가수, 바그너

### ㄷ
- 다르다누스, 라모
- 돈 조반니, 모차르트
- 돈 카를로스, 베르디
- 돈 파스콸레, 도니체티
- 두 사람의 포스카리, 베르디
- 디도와 에네아스, 퍼셀

### ㄹ
- 라 보엠, 푸치니
- 라 조콘다, 폰키엘리
- 라 체네렌톨라, 로시니
- 라 트라비아타, 베르디
- 람메르무어의 루치아, 도니체티
- 레 보레아드, 라모
- 로델린다, 헨델
- 로베르토 데브뢰, 도니체티
- 로엔그린, 바그너
- 롱쥐뫼의 우편배달부, 아당
- 루살카, 드보르자크
- 루슬란과 류드밀라, 마스네
- 루이자 밀러, 베르디
- 룰루, 베르크
- 리골레토, 베르디
- 리날도, 헨델

### ㅁ
- 마농, 마스네
- 마농 레스코, 푸치니
- 마님이 된 하녀, 페르골레시
- 마리아 스투아르다, 도니체티
- 마술피리, 모차르트
- 마크로풀로스 사건, 야나체크
- 마탄의 사수, 베버
- 만약 내가 왕이라면, 아당
- 맥베스, 베르디
- 미뇽, 토마

=== ㅂ

### ㅅ
- 사랑의 묘약, 도니체티
- 살로메, 슈트라우스
- 삼손과 데릴라, 생상
- 서부의 아가씨, 푸치니
- 세 개의 오렌지에 대한 사랑, 프로코피에프
- 세르세, 헨델
- 세비야의 이발사, 로시니
- 스페이드의 여왕, 차이콥스키
- 시몬 보카네그라, 베르디

### ㅇ
- 아리오단테, 헨델
- 아드리아나 르쿠브뢰르, 칠레아
- 아르미드, 륄리
- 아시스와 갈라테아, 헨델
- 아이다, 베르디
- 아틸라, 베르디
- 안나 볼레나, 도니체티
- 안드레아 세니에, 조르다노
- 알체스테, 글루크
- 알치나, 헨델
- 앨버트 헤링, 브리튼
- 연대의 딸, 도니체티
- 영리한 새끼 암여우, 야나체크
- 엘렉트라, 슈트라우스
- 예누파, 야나체크
- 예브게니 오네긴, 차이콥스키
- 오르페오와 에우리디체, 글루크
- 오를란도, 헨델
- 오텔로, 베르디
- 우아한 인도의 나라들, 라모
- 운명의 힘, 베르디
- 위그노 교도들, 마이어베어
- 율리시스의 귀환, 몬테베르디
- 이고리 왕자, 보로딘
- 이폴리트와 아리시, 라모

### ㅈ
- 장미의 기사, 슈트라우스
- 잔니 스키키, 푸치니
- 전쟁과 평화, 프로코피예프
- 전함 피나포어, 길버트와 설리반
- 죽음의 도시, 코른골트
- 줄리오 체사레, 헨델
- 진주조개잡이, 비제
- 제비, 푸치니

### ㅊ
- 카탸 카바노바, 야나체크

### ㅋ
- 카르멘, 비제
- 카발레리아 루스티카나, 마스카니
- 카프리치오, 슈트라우스

### ㅌ
- 타우리스의 이피게네이아, 글루크
- 타이스, 마스네
- 탄호이저, 바그너
- 토스카, 푸치니
- 투란도트, 푸치니
- 트로이 사람들, 베를리오즈
- 트리스탄과 이졸데, 바그너

### ㅍ
- 파르지팔, 바그너
- 파우스트, 구노
- 팔리아치, 레온카발로
- 팔려간 신부, 스메타나
- 팔스타프, 베르디
- 펠레아스와 멜리장드, 드뷔시
- 포페아의 대관식, 몬테베르디
- 푸른 수염의 성, 버르토크
- 플라비오, 헨델
- 피가로의 결혼, 모차르트
- 피델리오, 베토벤
- 피터 그라임즈, 브리튼

### ㅎ
- 한 여름 밤의 꿈, 브리튼
- 헨젤과 그레텔, 훔퍼딩크
- 호프만의 이야기, 오펜바흐

### 같이 보기
- 유명한 오페라 목록 – 유명하고, 잘 알려진 오페라 작품의 목록
- The opera corpus - list, by composer, of important operas with/without Wikipedia entries